# Hélène François
Pour les articles homonymes, voir François.
Hélène François, née le 28 juillet 1985 à Metz, est une joueuse de handball française, évoluant au poste de demi-centre. 

## Biographie
Hélène François est la fille de Bertrand François, entraîneur de handball.

## Palmarès
compétitions nationales
- championne de France en 2005, 2006, 2007, 2008 et 2009 (avec Metz Handball)
- vainqueur de la coupe de France en 2010 (avec Metz Handball)
- vainqueur de la coupe de la Ligue en 2005, 2006, 2007, 2008, 2009 et 2010 (avec Metz Handball)

autres
- championne de France moins de 18 ans en 2002 (avec Metz Handball)